# 林棘鼠屬
林棘鼠屬（林棘鼠），哺乳綱、囓齒目、更格盧鼠科的一屬，而與林棘鼠屬（林棘鼠）同科的動物尚有棘小囊鼠屬（彩棘小囊鼠）、小更格盧鼠屬（蒼白小更格盧鼠）等之數種哺乳動物。